# DSZ–2
A DSZ–2 (cirill betűkkel: ДС – Днепропетровский спутник [Dnyepropetrovszkij szputnyik], magyarul: dnyepropetrovszki műhold) szovjet technológiai műhold, melyet az OKB–586 tervezőiroda fejlesztett ki az 1960-as évek elején a 63SZ1 hordozórakéták teszteléséhez. A műholdból két példány készült, ezek indítására az 1960-as évek első felében került sor. Az indítások közül csak egy volt sikeres. Ez volt a dnyepropetrovszki DSZ műholdsorozat második tagja.